# Водзін-Приватни
Водзін-Приватни (пол. Wodzin Prywatny) — село в Польщі, у гміні Тушин Лодзький-Східного повіту Лодзинського воєводства.
Населення — 124 особи (2011).

## Демографія
Демографічна структура станом на 31 березня 2011 року:
|          | Загалом | Допрацездатний вік | Працездатний вік | Постпрацездатний вік |
| -------- | ------- | ------------------ | ---------------- | -------------------- |
| Чоловіки | 71      | 16                 | 47               | 8                    |
| Жінки    | 53      | 7                  | 31               | 15                   |
| Разом    | 124     | 23                 | 78               | 23                   |